# 종구
종구(宗俱, ? ~ 173년)은 후한 후기의 관료로, 자는 백려(伯儷)이며 남양군 안중현(安衆縣) 사람이다. 학자 종균의 족증손이자 사례교위 종의의 손자이다.

## 행적
낭중(郞中)·의랑(議郞)·오관중랑장(五官中郞將)·월기교위(越騎校尉)·여남태수·소부·태복·태상을 역임하였다.
건녕 4년(171년), 사공으로 승진하였으나 2년 후 죽었다.

## 출전
- 《한사공종구비》(漢司空宗俱碑) [홍괄, 《예석》 권18에 인용]
- 범엽, 《후한서》 권8 효영제기 · 권41 제오종리송한열전

| 전임 내염 | 후한의 태상 ? ~ 92년 음력 8월 신해일 | 후임 당진 |

| 전임 내염 | 후한의 사공 171년 음력 7월 ~ 173년 음력 2월 정축일 | 후임 양사 |